# Kekko Fornarelli
Kekko Fornarelli (n. 10 de enero de 1978, Bari, Italia) es un pianista de jazz y compositor italiano.

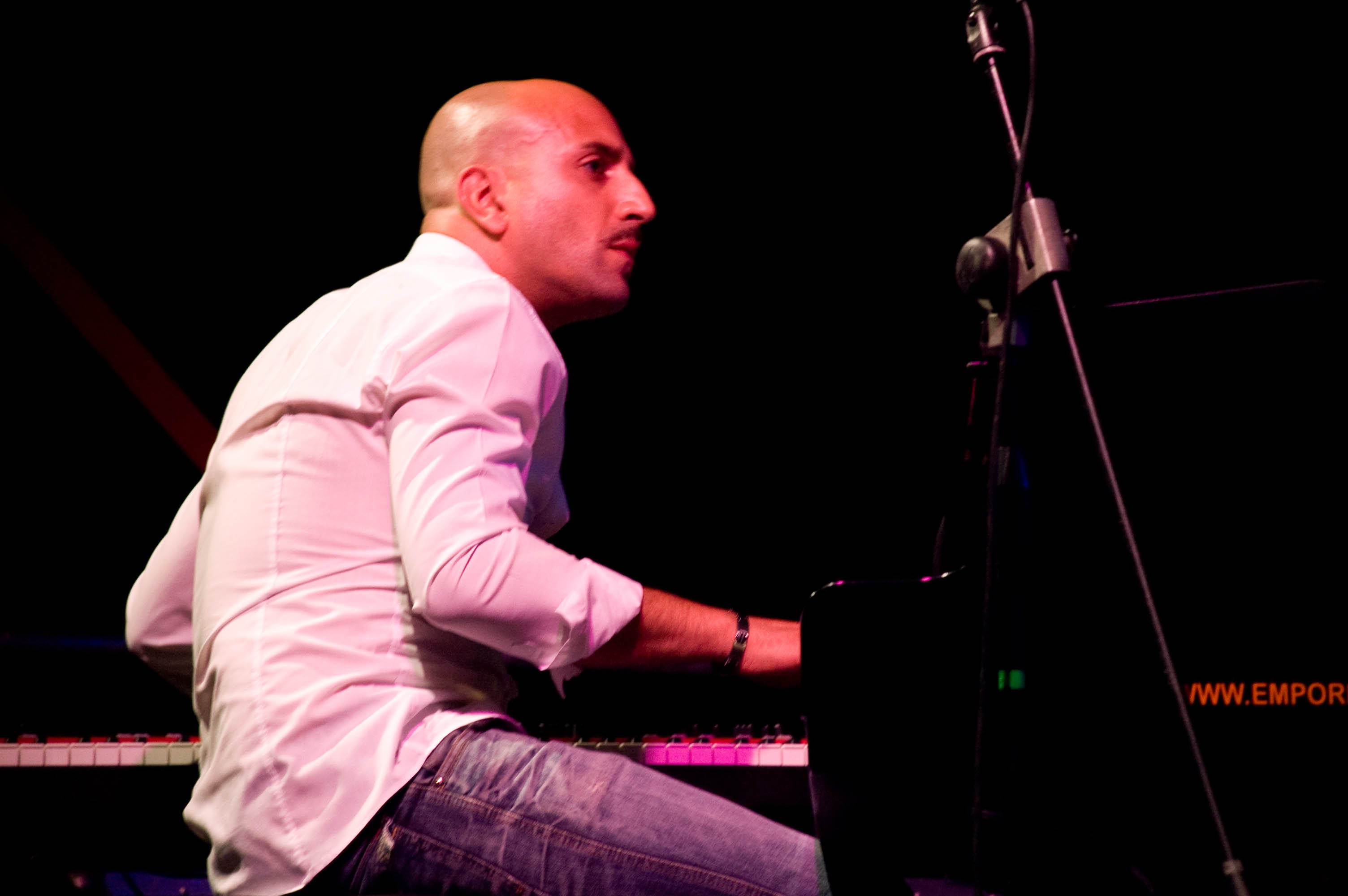

Kekko Fornarelli (también conocido como Francisco) comenzó a aprender piano clásico a la edad de tres, en primer lugar-a través de clases particulares y más tarde en el Conservatorio Piccinni de Bari. Fornarelli amor por la música de jazz comenzó a la edad de 18 años. De ahí, Kekko se ha sumergido en el estudio del instrumento, el estilo y la música, un viaje de la vida que le ha llevado a viajar en todo el mundo y un gran número de conocer a los artistas. Fornarelli primer álbum, el pensamiento circular, fue lanzado en 2005. Se trasladó ese año a Francia, pasando tres años cursando estudios de la historia de la música. Las colaboraciones con diferentes artistas, como Manhu Roche, Giuliani Rosario y Boltro Flavio, le llevó a publicar el segundo álbum en 2008, un francés en Nueva York, aussi publicado por el sonido y la gama Distribuido por Egea, el trabajo ha inspirado y dedicado a la figura del pianista francés Michel Petrucciani [1] En 2011 la historia del tercer álbum, Habitación de los Espejos, [2], fue lanzado por los expedientes AUAND y distribuido por Egea.
"Room of Mirrors" está inspirado en el fallecido músico sueco Esbjörn Svensson. Con el fin de ampliar la audiencia para el jazz, así como para promover su trabajo, Kekko Fornarelli ha producido un videoclip para una de sus pistas, la selva diaria. El clip de vídeo por primera vez en la historia del jazz, la selva diaria es el montaje a través de videoconferencia entre los tres protagonistas, los músicos de la Fornarelli proyecto Kekko (piano), Dario Congedo(batería) y Luca Alemanno (contrabajo), tocando el tema con muebles y objetos de uso cotidiano. Este fue dirigido y editado por Lorenzo Scaraggi. Su último trabajo, "Monologue" (2012) es un recital de piano solo. Un diálogo entre Fornarelli y su instrumento: cada eco, lazo o estribillo es una escaramuza entre Kekko y su piano, una conversación entre las voces contrastantes de su alma. Desde este punto de vista, la decisión de abandonar la sección rítmica de contrabajo y batería, para entregar todo a la intensidad del piano. Se estrenará en Dublín este año.
Reconocido como un gran talento en todas partes en Europa, Fornarelli tiene ya en sus proyectos colaboraciones con prestigiosos artistas de la escena del jazz internacional como Rosario Giuliani, Boltro Flavio, Michel Benita, Francesco Bearzatti, Luca Bulgarelli, Goloubev Yuri, Henocq Benjamín, Nicolás Folmer, Regard Jerónimo, Manhu Roche, Andy Gravish, Prost Eric, Marco Tamburini, Jean-Luc Meille Rimey y muchos otros. [3
"Mientras haya músicos de mente abierta como Kekko Fornarelli, el jazz continuará siendo la música del mundo. Su intimidad está hecha de ricas melodías y progresiones de acordes que evocan algunas formas delicadas del jazz moderno, pero se traducen por ese toque particular que lo convierte en uno de los pianistas jóvenes más interesantes del momento "[4] [5] (Paolo Fresu).
Fornarelli es un pianista italiano cuyas composiciones trascienden estilo y género, en lugar de adoptar una tensión dinámica del pensamiento musical y la emoción lírica. Posmoderna es la fusión contemporánea, a lo sumo, un débil intento de tratar de colocar esta pieza cuadrada musical en toda la ronda de proverbial. Para colocar Fornarelli en la categoría general a que se refiere como el jazz europeo sería demasiado fácil, a diferencia de la música de Fornarelli. Sala de los Espejos se abre con una tensión dinámica de las progresiones armónicas apasionado y reflexivo (si no un poco de blues-infundido) que están emocionalmente cautivante mientras se mueve hacia adelante con un sentido de propósito musical. Fornarelli trío demuestra una cohesión única, mientras se reproduce sólo un poco en el borde de la forma occidental más tradicional y la funcionalidad de la música improvisada. [6]

## Discografía
- Circular Thought, 2005 (Wide)
- A French Man In New York,  2008 (Wide Sound)
- Room of Mirrors, 2011 (Auand Records)